# Shinzon av Remus
Shinzon av Remus, spelad av Tom Hardy, var antagonisten i filmen Star Trek: Nemesis. 
Shinzon (2348-2379) var i Star Treks fiktiva värld den mänskliga klonen av Federationens kapten Jean-Luc Picard. Shinzon åstadkom den mest ökända statskuppen i den interstellära historien med mördandet av alla utom en i den sittande senaten i det Romulanska stjärnimperiet i oktober 2379. Efter att ha installerat sig själv som den nästa Praetorn sökte Shinzon hämnd mot romulanerna för deras brutala övergrepp mot det remanska folket, men tillät besattheten av att döda hans biologiska föregångare och dennes hemvärld överväldiga honom. Detta ledde till hans död kort efter hans maktövertagande. Shinzon gjorde ett stort avtryck i den romulanska historien och han lämnade det Romulanska stjärnimperiet i spillror efter sig.